# Odd Mæhlum
Odd Mæhlum (* 8. Oktober 1921 in Hamar; † 5. Juli 2011 ebd.) war ein norwegischer Speerwerfer.
Bei den Leichtathletik-Europameisterschaften 1946 in Oslo wurde er Vierter und bei den Olympischen Spielen 1948 in London Fünfter.
Von 1946 bis 1949 wurde er viermal in Folge Norwegischer Meister. Seine persönliche Bestleistung von 69,08 m stellte er am 14. September 1947 in Vikersund auf.